# 富山中央警察署
富山中央警察署（とやまちゅうおうけいさつしょ）は、富山県警察が管轄する警察署の一つである。署員数約260名の大規模警察署であり、県内では筆頭署である。識別章所属表示はTC。
署長の階級は警視正。近年は刑事畑の者が就く傾向があり、次の異動では刑事部長に就任する例が多い。
2005年（平成17年）に富山市（旧市）が大規模合併し、新たな富山市が発足するまでは、富山警察署と名乗っていた。
現在は富山市の北部・東部を管轄している。

## 所在地
- 富山市赤江町5番1号

## 沿革

### 富山警察署時代
- 1938年（昭和13年）11月23日：新桜町にて富山警察署庁舎が竣工[2]。
- 1965年（昭和40年）3月25日：旧庁舎が竣工[3]。

### 富山中央警察署時代
- 2005年（平成17年）10月7日：市町村合併に伴い名称を富山県富山警察署から富山県富山中央警察署に変更するとともに、小杉警察署が管轄していた富山市呉羽地区を管轄区域として編入、管轄していた富山市富南地区を富山南警察署（旧・大沢野警察署）の管轄として移管した。
- 2009年（平成21年）4月1日：富山市呉羽地区を富山西警察署（旧：八尾警察署）の管轄として移管した。
- 2017年（平成29年）4月3日：庁舎をそれまでの新桜町から赤江町に移転。旧富山中央警察署跡地は2022年8月29日に新総曲輪から移転するNHK富山放送局の新放送会館となった[4][5]。
- 2018年（平成30年）6月26日：富山市久方町の奥田交番において襲撃事件が発生（富山市奥田交番襲撃事件を参照）[6][7][8]。
- 2020年（令和2年）
  - 3月28日：2018年6月に警官刺殺事件が発生した奥田交番の建て替え工事が竣工[9]。
  - 11月24日：富山南警察署の新築移転に伴い、富山北警察署の管轄区域を統合。富山中央警察署の管轄区域の一部を富山南警察署へ移管（後述）[10][11][12]。

## 管轄区域
富山市
- 岩瀬赤田町、岩瀬天池町、岩瀬池田町、岩瀬入船町、岩瀬梅本町、岩瀬御蔵町、岩瀬表町、岩瀬古志 町、岩瀬諏訪町、岩瀬天神町、岩瀬萩浦町、岩瀬白 山町、岩瀬文化町、岩瀬前田町、岩瀬松原町、岩瀬 港町、西宮、東岩瀬町、東岩瀬村、岩瀬高畠町、高畠町一丁目、高畠町二丁目、千原崎、千原崎一丁目、千原崎二丁目、西宮町、蓮町一丁目から蓮町六丁目まで、森、森一丁目から森五丁目まで、森住町、森若町、海岸通、銀嶺町、住友町、清風町、田畑、永久 町、中田、中田一丁目から中田三丁目まで、晴海台、東富山寿町一丁目から東富山寿町三丁目まで、松浦町、高来、古志町一丁目から古志町六丁目まで、辻ヶ 堂、野田、浜黒崎、針日、日方江、平榎、横越、楠木、小西、五本榎、下飯野、高島、手屋、道 正、野中、野中新、針原中、針原中町、町袋、三 上、宮条、宮園町、宮成、宮成新、宮町、犬島一丁目から犬島七丁目まで、犬島新町一丁 目、犬島新町二丁目、上野新、上野新町、下冨居一 丁目、下冨居二丁目、城川原一丁目から城川原三丁 目まで、高園町、豊丘町、豊島町、豊城新町、豊城町、豊田、豊田本町一丁目から豊田本町四丁目まで、豊田町一丁目、豊田町二丁目、豊若町一丁目から豊若町三丁目まで、水落、水落一丁目、米田、米 田すずかけ台一丁目から米田すずかけ台三丁目まで、米田町一丁目から米田町三丁目まで、つばめ野三丁目、四方、四方荒屋、四方一番町、四方恵比須町、四方北窪、四方新、四方新出町、四 方神明町、四方田町、四方西岩瀬、四方二番町、四方野割町、四方港町

今市、田尻、田尻西、田尻東、田尻南、寺島、利 波、八町、八町北、八町中、八町西、八町東、八町 南、百塚、松木、松木新、宮尾、八幡、山岸、金山新、金山新北、金山新桜ヶ丘、金山新中、金 山新西、金山新東、金山新南、草島、新千原崎、古川、
打出、打出新、つばめ野一丁目、つばめ野二丁目、布目、布目北、布目西
水橋市江、水橋魚躬、水橋下段、水橋高月、水橋 舘町、水橋中村町、水橋町
水橋大町、水橋川原町、水橋山王町、水橋新保、水橋辻ヶ堂、水橋中町、水橋畠等、水橋平榎、水橋町袋、水橋石政、水橋伊勢領、水橋開発町、水橋鏡田、水橋堅田、水橋上桜木、水橋上砂子坂、水橋狐塚、水橋小池、水橋恋塚、水橋五郎丸、水橋桜木、水橋下砂子坂、水橋下砂子坂新、水橋柳寺、水橋池田舘、水橋池田町、水橋伊勢屋、水橋市田袋、水橋入江、水橋沖、水橋肘崎、水橋開発、水橋金尾、水橋金尾新、水橋柴草、水橋常願寺、水橋小 路、水橋新堀、水橋高堂、水橋中村、水橋入部町、水橋番頭名、水橋二杉、水橋二ツ屋、水橋的場、水橋石割、水橋金広、水橋北馬場、水橋小出、水 橋佐野竹、水橋清水堂、水橋上条新町、水橋専光寺、水橋大正、水橋高寺、水橋田伏、水橋中馬場、水橋平塚、水橋曲淵、安住町、一番町、越前町、大手町、桜町一丁目、桜町二丁目、新桜町、新総曲輪、総曲輪一丁目から 総曲輪四丁目まで、西四十物町、西町、旅籠町、本丸、丸の内一丁目から丸の内三丁目まで、愛宕町一丁目、愛宕町二丁目、牛島町、牛島本町 一丁目、牛島本町二丁目、内幸町、木場町、神通本 町一丁目、神通本町二丁目、神通町一丁目から神通 町三丁目まで、新富町一丁目、新富町二丁目、宝町 一丁目、宝町二丁目、舟橋今町、湊入船町、明輪 町、安田町、磯部町一丁目、鹿島町一丁目、鹿島町二丁目、七軒町、芝園町一丁目から芝園町三丁目まで、諏訪川 原一丁目から諏訪川原三丁目まで、土居原町、平吹町、舟橋北町、舟橋南町、安野屋町一丁目から安野 屋町三丁目まで
荒町、今木町、蛯町、小島町、桜木町、桜橋通り、 白銀町、新川原町、砂町、千歳町一丁目、千歳町二丁目、常盤町、豊川町、八人町、東田地方町一丁目、 日之出町、本町
石倉町、梅沢町一丁目から梅沢町三丁目まで、太田口通り一丁目から太田口通り三丁目まで、上本町、小泉町(公安委員会規則で定める区域に限る。)、五番町、山王町、三番町、辰巳町一丁目、辰巳町二丁目、中央通り一丁目から中央通り三丁目まで、堤町 通り一丁目、堤町通り二丁目、中野新町一丁目、中 野新町二丁目、西中野本町、西中野町一丁目、西中 野町二丁目、古鍛冶町、星井町一丁目から星井町三丁目まで、南新町、南田町一丁目、南田町二丁目、 室町通り一丁目、室町通り二丁目
相生町、磯部町二丁目から磯部町四丁目まで、千石町一丁目から千石町六丁目まで、長柄町一丁目から 長柄町三丁目まで、西山王町、西田地方町一丁目から西田地方町三丁目まで、布瀬町一丁目、布瀬町二 丁目、花園町一丁目から花園町四丁目まで、堀端町、桃井町一丁目、桃井町二丁目、泉町一丁目、泉町二丁目、稲荷園町、稲荷町一丁 目から稲荷町四丁目まで、稲荷元町一丁目から稲荷 元町三丁目まで、於保多町、北新町一丁目、北新町 二丁目、館出町一丁目、館出町二丁目、千歳町三丁 目、東田地方町二丁目、東町一丁目から東町三丁目 まで、緑町一丁目、緑町二丁目、向川原町、柳町一 丁目から柳町四丁目まで、弥生町一丁目、弥生町二丁目、旭町、大泉北町、大泉東町一丁目、大泉町三丁目、 音羽町一丁目、音羽町二丁目、雄山町、清水中町、 清水町一丁目から清水町九丁目まで、西公文名町、元町一丁目、石金一丁目から石金三丁目まで、栄町一丁目から 栄町三丁目まで、清水元町、住吉町一丁目、住吉町 二丁目、長江、長江一丁目から長江五丁目まで、長江新町一丁目から長江新町四丁目まで、長江東町一 丁目から長江東町三丁目まで、長江本町、西長江一 丁目から西長江四丁目まで、西長江本町、東石金町、 不二越本町一丁目、不二越本町二丁目、不二越町、 元町二丁目、赤江町、曙町、牛島新町、永楽町、奥井町、奥田寿町、奥田新町、奥田双葉町、奥田本町、奥田町、 窪新町、窪本町、下奥井一丁目、下奥井二丁目、下新町、城北町、久方町、四ツ葉町、粟島町一丁目から粟島町三丁目まで、興人町、下赤江町二丁目、下新北町、下新西町、下新日曹町、下新本町、千代田町、中島一丁目から中島五丁目まで、松若町、新屋、飯野、上赤江、上赤江町一丁目、上赤江町 二丁目、上冨居、上冨居一丁目から上冨居三丁目まで、上冨居新町、下赤江、下赤江町一丁目、下冨居、 新冨居、千成町、鶴ヶ丘町、問屋町一丁目から問屋町 三丁目まで、中冨居、中冨居新町、鍋田、冨居栄町、綾田町一丁目から綾田町三丁目まで、荒川、荒川一丁目から荒川五丁目まで、荒川新町、一本木、上飯野、上飯野新町一丁目から上飯野新町五丁目まで、上庄町、経堂、経堂一丁目から経堂四丁目まで、経堂新町、金泉寺、新庄北町、新庄銀座一丁目から新庄銀座三丁目まで、新庄本町一丁目から新庄本町三 丁目まで、新庄町、新庄町一丁目から新庄町四丁目まで、双代町、田中町一丁目から田中町五丁目まで、手屋一丁目から手屋三丁目まで、常盤台、中野 新、西新庄、向新庄、向新庄町一丁目から向新庄町八丁目まで
朝日、荏原新町、大江干、大江干新町、大島一丁目から大島四丁目まで、金代、川原毛、栄新町、新 金代一丁目、新金代二丁目、中間島、中間島一丁目、 中間島二丁目、富岡町、日俣、開、藤木、藤木新、 藤木新町、藤の木園町、藤の木台一丁目から藤の木台三丁目まで、本郷島、町新

## 組織
2020年時点。
- 署長(警視正)
- 副署長(警視)
- 警務課 (警務係、県民相談係)
- 会計課 (会計係)
- 留置管理課(留置管理係)
- 生活安全課(生活安全総務係、人身安全係、捜査係)
- 地域課(地域総務係、通信司令係、自動車警ら係)
- 刑事第一課(刑事総務係、取調・手口係、盗犯総括係、盗犯係、強行犯総括係、強行犯係、鑑識係)
- 刑事第二課(刑事総務係、知能犯係、組織犯罪対策係)
- 交通課(企画係、規制係、指導係、事故捜査係)
- 警備課(警備係)
  - 高岡警察署と同様に刑事・交通・地域のそれぞれに担当の管理官を配している。

## 幹部交番
- 富山北幹部交番（富山市高畠町二丁目11-45、旧富山北警察署所在地）

## 交番
- 富山駅前交番（富山市明輪町1-239）
- 磯部交番（富山市磯部町二丁目8-13）
- 中央通り交番（富山市中央通り一丁目5-9）
- 東町交番（富山市東町三丁目4-10）
- 奥田交番（富山市久方町14-24）
- 石金交番（富山市石金二丁目4-14）
- 新庄交番（富山市荒川新町3-20）
- 広田交番（富山市鍋田18-18）
- 富山港交番（富山市岩瀬松原町52）
- 豊田交番（富山市豊田本町一丁目346-1）
- 和合交番（富山市四方370）
- 水橋交番（富山市水橋舘町435）

### 過去に設置されていた交番
いずれも富山南警察署へ移管。
- 今泉交番（富山市今泉西部町3-11）
- 堀川交番（富山市堀川小泉町225）
- 山室交番（富山市中川原505）
- 下堀交番（富山市下堀271-3）

## 警察官駐在所
- 海岸通警察官駐在所（富山市海岸通1-2）
- 針原警察官駐在所（富山市高島54-1）
- 東富山警察官駐在所（富山市中田3丁目3-7）
- 浜黒崎警察官駐在所（富山市浜黒崎3295-14）
- 上条警察官駐在所（富山市水橋石割65）
- 三郷警察官駐在所（富山市水橋的場241-3）

### 過去に設置されていた警察官駐在所
富山南警察署へ移管。
- 太田警察官駐在所（富山市石屋22）

## 警備派出所
- 富山空港警備派出所（富山市秋ケ島30）

以前、富南地区の管轄変更で富山空港警備派出所が富山中央署の管内に存在したが、現在は再び富山南警察署の管轄となっている。

## 警察署の再編計画
富山県警察は、2013年（平成25年）8月31日に富山市内の警察署の再編計画を策定。翌2014年（平成26年）に再編計画を一部見直しした。それによると、富山北警察署を廃止し、富山北署の管轄地域を富山中央署に統合するものである。なお、富山北警察署は富山南警察署の新庁舎が2020年11月24日に業務を開始すると同時に廃止され、富山中央警察署の管轄地域も変更された。
- 富山南署へ移管される区域（小学校の通学区域）[10][11]：山室、光陽、堀川、太田、蜷川

## 管内で発生した主な事件
- 富山・長野連続女性誘拐殺人事件（警察庁広域重要指定111号事件） - 1980年（昭和55年）に発生し、署内に捜査本部が設置された[15]。
- 富山市会社役員夫婦放火殺人事件 - 2010年（平成22年）に管内の富山市大泉で発生した殺人・現住建造物等放火事件[16]。被疑者として富山県警の警部補が逮捕された[17]が、後に証拠不十分で不起訴処分となり[18]、2021年（令和3年）時点でも未解決事件である[19]。
- 富山市奥田交番襲撃事件 - 2018年（平成30年）に管内の奥田交番で発生し、執務中の署員（警部補）と付近の富山市立奥田小学校で警備をしていた警備員が死亡した。